# Десант в Здудичах
Десант в Здудичах 26 июня 1944 года — тактический десант, высаженный кораблями Днепровской военной флотилии в ходе Белорусской наступательной операции Великой Отечественной войны.

## План операции
С первого дня Белорусской операции катера Днепровской военной флотилии (командующий капитан 1-го ранга В. В. Григорьев) поддерживали войска 65-й армии (командующий генерал-лейтенант П. И. Батов) 1-го Белорусского фронта (командующий генерал армии К. К. Рокоссовский), который наступала по долине реки Березина.
Для уничтожения крупной группировки немецкой 9-й армии (командующий генерал пехоты Ханс Йордан) группы армий «Центр» в районе сёл Здудичи — Паричи, было решено высадить речной десант на окраине села Здудичи с целью скорейшего освобождения этого села, превращённого в мощный узел обороны. Опираясь на этот узел, немцы почти на сутки задержали наступление 105-го стрелкового корпуса. Возникла угроза утраты высокого темпа наступления войск армии. В десант была выделена стрелковая рота (100 человек). В отряд высадки были включены 4 бронекатера, ещё 8 катеров составляли отряд артиллерийской поддержки, поход обеспечивали 2 катера-тральщика. Для артиллерийской поддержки десанта было выделено несколько батарей 193-й стрелковой дивизии. Командир 2-го дивизиона бронекатеров ДнВФ капитан 3-го ранга А. И. Песков был назначен командиром высадки.

## Ход операции
С наступлением темноты 25 июня катера вышли в путь. После скрытного пересечения линии фронта было обнаружено перекрывающее реку немецкое плавучее и заминированное заграждение, которое минёрам флотилии удалось скрытно развести. К месту высадки удалось подойти незаметно, но при приближении к берегу катера были обнаружены. Кроме артиллерийского и миномётного обстрела по ним открыла огонь размещённая на берегу на случай появления советских катеров немецкая батарея. Благодаря мощному отряду артподдержки (часть бронекатеров кроме артиллерийского вооружения имела миномётные реактивные установки «катюша») эта батарея была быстро подавлена, не успев добиться попадания в корабли.
При поддержке огня бронекатеров высаженная рота десантников захватила на берегу три линии траншей и закрепилась в них. В очень быстрый срок отряд высадки сделал ещё один рейс и доставил туда же вторую роту (также около 100 человек). После трехчасового боя около 4:00 утра 26 июня село Здудичи было освобождено, захвачены значительные трофеи. Быстрое взятие села обеспечило успешные действия советских войск и положительно сказалось на ходе операции по разгрому Бобруйской группировки противника.
Несколько катеров получили осколочные повреждения, в экипажах погиб 1 краснофлотец, 9 человек, в том числе командир отряда старший лейтенант Б. И. Цейтлин, получили ранения.